# Alberto Agnetti

Alberto Vincenzo Camillo Agnetti (Berceto, 10 settembre 1857 – Venezia, 27 maggio 1927) è stato un politico italiano, deputato e senatore del regno e sindaco di Bordighera.

## Biografia
Nasce a Berceto, in provincia di Parma, secondo figlio del negoziante bercetese Alessandro Agnetti e di Luigia Beccheti, aveva un fratello minore di nome Italo.
Alle elezioni del 1904 fu eletto deputato per la Sinistra costituzionale nel collegio di Borgotaro; fu confermato poi elezioni del 1909. Sempre nel 1909, il 16 ottobre, fu eletto sindaco di Bordighera, carica che mantenne fino al 19 luglio 1910.
Il 16 ottobre 1913 fu nominato senatore del Regno d'Italia, mantenendo la carica fino alla morte, nel 1927.
Era sposato con la traduttrice statunitense Mary Prichard.